# National Institutes of Health

Logo des NIH bis 2012

Die National Institutes of Health (NIH, deutsch Nationale Gesundheitsinstitute) mit Sitz in Bethesda (Maryland) sind eine Behörde des US-amerikanischen Gesundheitsministeriums. In den USA sind sie die wichtigste Behörde für biomedizinische Forschung. Die Leitung hatte ab November 2023 Monica Bertagnolli inne, die durch US-Präsident Joe Biden berufen worden war. Ihr folgte ab April 2025 er von Donald Trump vorgeschlagene Jay Bhattacharya.
Mit einem jährlichen Budget von rund 48 Mrd. US$ (Finanzjahr 2022) waren die NIH 2022 die größte Einrichtung zur Forschungsförderung weltweit. Der Anteil an den gesamten Ausgaben für biomedizinische Forschung in den USA entsprach im Jahr 2023 28 %; die NIH beschäftigte ca. 20.000 Personen (mit allen Instituten), davon in ihrem Intramural Research Program rund 6000 Mitarbeiter. 80 % des Budgets wurden an über 300.000 Forscher ausgeschüttet.
Nach dem Regierungswechsel von Biden zu Trump wurde von der amtierenden US-Administration eine Halbierung des künftigen Budgets ins Gespräch gebracht.

## Institute
Die Geschichte der NIH beginnt 1887 mit der Gründung des „Laboratory of Hygiene“ (Hygienelaboratorium) im Marine Hospital in Staten Island, New York City. Die NIH befinden sich auf einem campusähnlichen Areal mit mehr als 75 Gebäuden. Es zählt 27 Institute, darunter die weltgrößte medizinische Bibliothek, die National Library of Medicine (NLM).

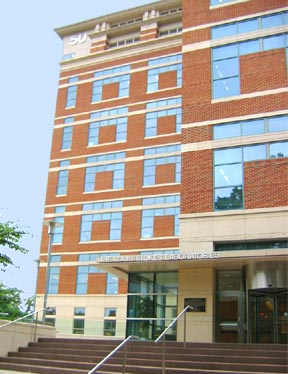
Gebäude Nr. 50 (NIAMS, NCI, NHLBI, NIDCD und NHGRI)
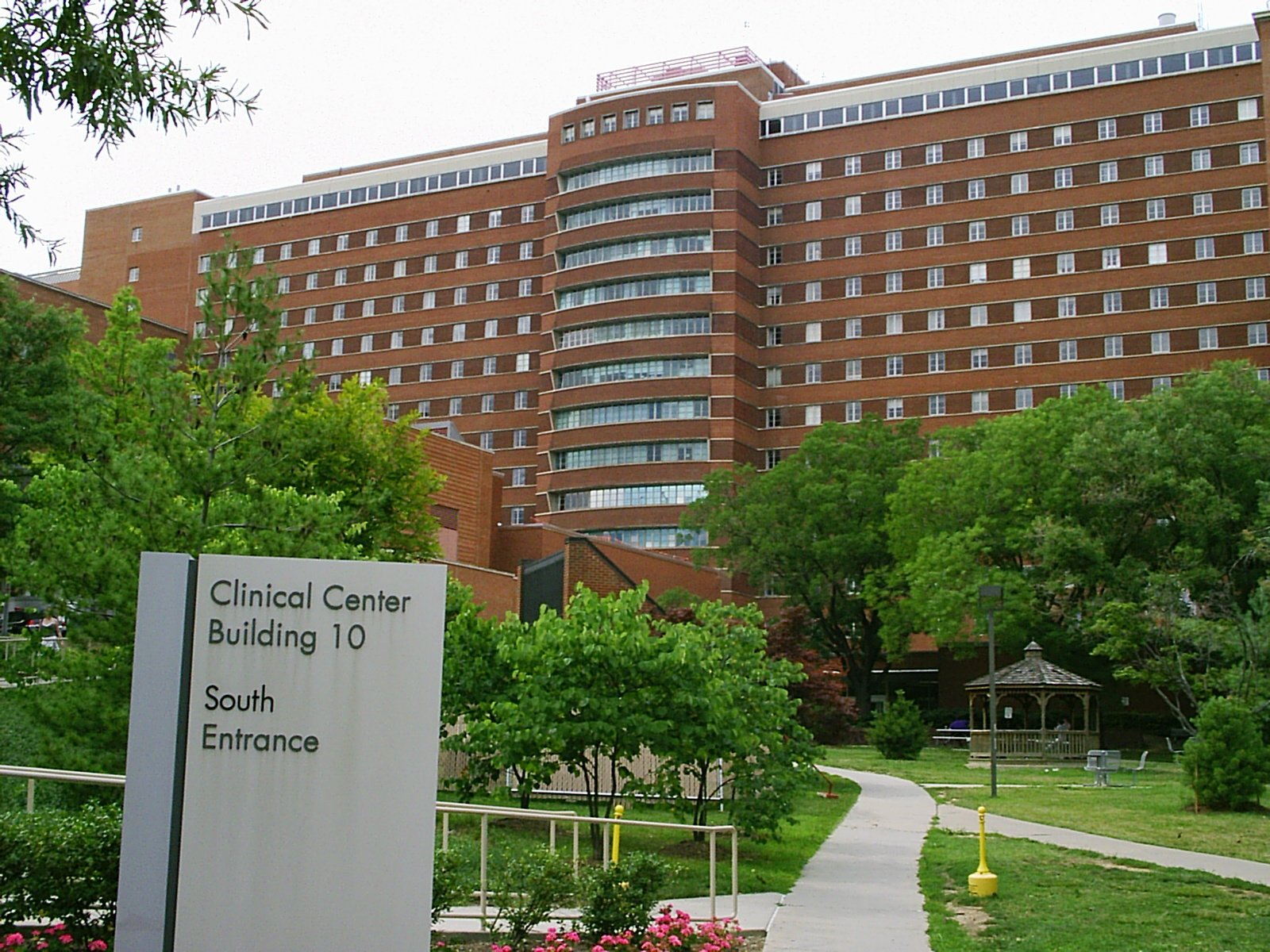
Gebäude 10 (Clinical Center)
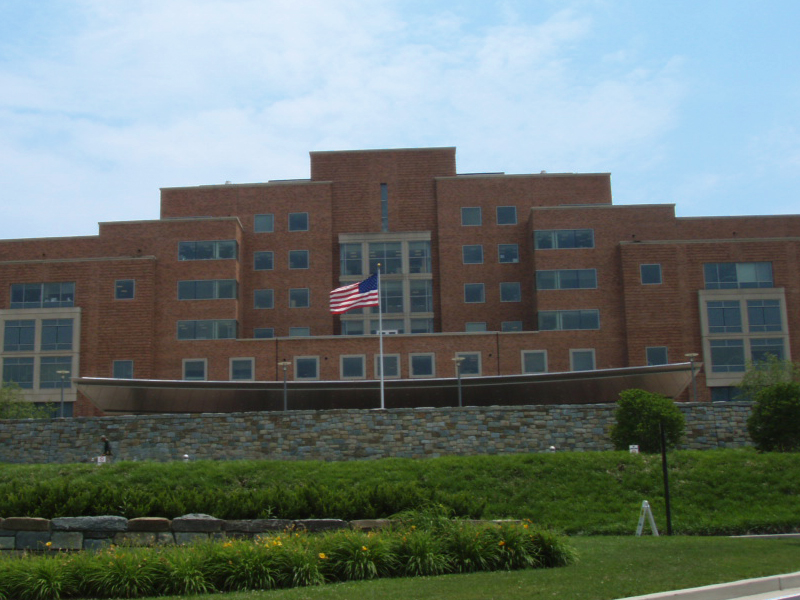
Gebäude 10 Nordseite
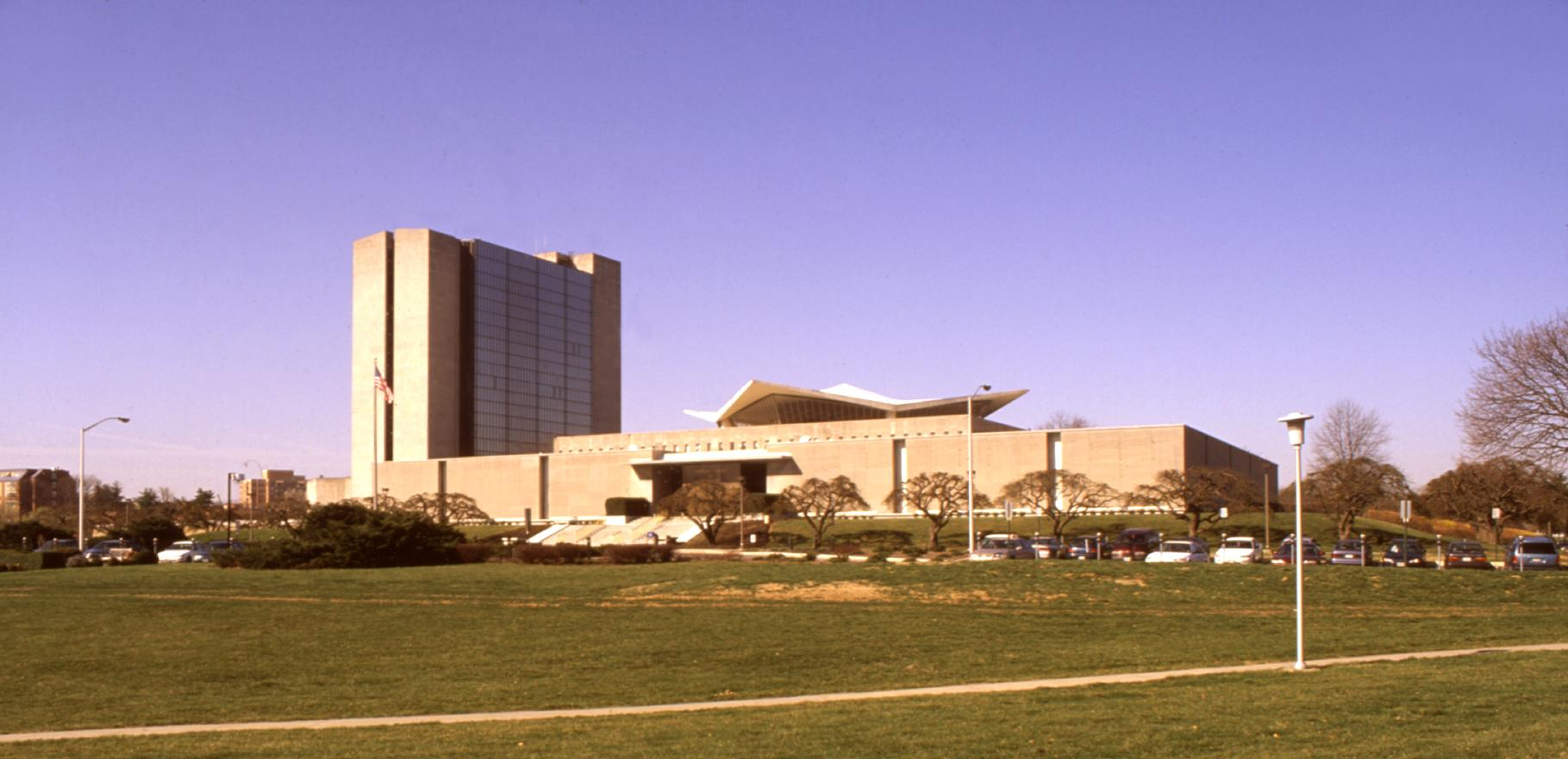
National Library of Medicine (NLM)

Die folgende Tabelle zeigt die Institute der NIH, chronologisch geordnet nach Gründungsjahr.
| Logo | Name                                                                            | Abkürzung | Beschreibung | Gründungsjahr |
| ---- | ------------------------------------------------------------------------------- | --------- | --- | ------------- |
|      | National Cancer Institute                                                       | NCI       | Forschung und Ausbildung mit dem Ziel der Bekämpfung von Krebserkrankungen | 1937          |
|      | National Institute of Allergy and Infectious Diseases                           | NIAID     | Forschungsziel sind das Verständnis über die Ursachen sowie die Verbesserung der Behandlungs- und Präventionsmöglichkeiten von Infektions-, Autoimmun- und allergischen Erkrankungen. | 1948          |
|      | National Institute of Dental and Craniofacial Research                          | NIDCR     | Forschung zu Infektionskrankheiten und angeborenen Erkrankungen der Zähne, des Kiefers und des Gesichtsschädels | 1948          |
|      | National Institute of Diabetes and Digestive and Kidney Diseases                | NIDDK     | Forschung auf den Gebieten Diabetes mellitus, Endokrinologie und Stoffwechselerkrankungen, Erkrankungen des Verdauungstrakts, Ernährung, Nieren- und urologische sowie hämatologische Erkrankungen | [0]1948       |
|      | National Heart, Lung, and Blood Institute                                       | NHLBI     | Forschung auf dem Gebiet der Erkrankungen des Herzens, der Blutgefäße, der Lunge und des Bluts sowie Schlafstörungen; administrativ verantwortlich für die NIH Woman’s Health Initiative | 1948          |
|      | National Institute of Mental Health                                             | NIMH      | Forschung auf dem Gebiet der psychischen Erkrankungen | 1949          |
|      | National Institute of Neurological Disorders and Stroke                         | NINDS     | Forschung auf dem Gebiet der Erkrankungen des Nervensystem | 1950          |
|      | National Library of Medicine                                                    | NLM       | NLM sammelt und ordnet die verfügbaren Informationen über biomedizinische Themen und macht sie in geordneter Form der wissenschaftlichen und nicht-wissenschaftlichen Öffentlichkeit zugänglich. Durch die NLM wurde das National Center for Biotechnology Information (NCBI) ins Leben gerufen, das eine sehr wichtige Informationsdatenbank für biologisch-medizinische Informationen darstellt und die PubMed-Literaturdatenbank, die GenBank-Sequenzdatenbank sowie mit ClinicalTrials.gov die weltgrößte klinische Studiendatenbank unterhält. | 1956          |
|      | Eunice Kennedy Shriver National Institute of Child Health and Human Development | NICHD     | Forschung auf den Gebieten der Fertilität, der Schwangerschaft, der kindlichen und jugendlichen Entwicklung sowie der medizinischen Rehabilitation auf dem Gebiet der Pädiatrie | 1962          |
|      | National Institute of General Medical Sciences                                  | NIGMS     | Das NIGMS fördert die biomedizinische Grundlagenmedizin ohne Beschränkung auf bestimmte Erkrankungen und unterstützt die Förderung der Erforschung der Funktionen von bestimmten Genen und Proteinen sowie der Zellbiologie. | 1962          |
|      | National Eye Institute                                                          | NEI       | Forschung auf dem Gebiet der Augenheilkunde | 1968          |
|      | National Institute of Environmental Health Sciences                             | NIEHS     | Forschung auf dem Gebiet der Umweltmedizin (Einfluss von Umweltfaktoren auf die Gesundheit) | 1969          |
|      | National Institute on Alcohol Abuse and Alcoholism                              | NIAAA     | Forschung auf dem Gebiet des Alkoholismus und alkoholbedingter Erkrankungen | 1970          |
|      | National Institute on Drug Abuse                                                | NIDA      | Forschung auf dem Gebiet des Drogenmissbrauchs und der Drogenabhängigkeit, Prävention, Behandlung und gesundheitspolitische Aspekte | 1973          |
|      | National Institute on Aging                                                     | NIA       | Forschung auf dem Gebiet der Alterungsprozesse, der Vorbeugung gegen Alterserkrankungen | 1974          |
|      | National Institute of Arthritis and Musculoskeletal and Skin Diseases           | NIAMS     | Forschung auf dem Gebiet der Arthritis und muskuloskeletalen Erkrankungen sowie Hautkrankheiten | 1986          |
|      | National Institute of Nursing Research                                          | NINR      | NINR supports clinical and basic research to establish a scientific basis for the care of individuals across the life span. | 1986          |
|      | National Institute on Deafness and Other Communication Disorders                | NIDCD     | Forschung auf dem Gebiet der Erkrankungen des Hörsinns, des Gleichgewichtssinns, des Geruchssinns, des Geschmacksempfindens, der Stimme und der Sprache | 1988          |
|      | National Human Genome Research Institute                                        | NHGRI     | Unterstützung des Human Genome Projects sowie Forschung auf dem Gebiet der genetisch bedingten Erkrankungen | 1989          |
|      | National Institute of Biomedical Imaging and Bioengineering                     | NIBIB     | Entwicklung von Technologien auf dem Gebiet der medizinischen Bildgebung sowie bioengineering und Informationstechnologie in Hinsicht auf deren Anwendung in der Medizin | 2000          |